# NGC 4796
NGC 4796 is een compact sterrenstelsel in het sterrenbeeld Maagd. Het hemelobject werd op 25 maart 1865 ontdekt door de Duitse astronoom Albert Marth.

## Synoniemen
- NPM1G +08.0306
- PGC 93119